# Лилли Карати
Лилли Карати (итал. Lilli Carati, урождённая Илеана Каравати, итал. Ileana Caravati; 23 сентября 1956, Варесе, Италия — 20 октября 2014, Безано, Италия) — итальянская актриса

 малобюджетных фильмов, порноактриса, фотомодель.

## Биография
Лилли Карати родилась в Варесе (Ломбардия). В 1970-е годы неоднократно становилась призёром конкурсов красоты, в том числе заняла второе место на национальном конкурсе Мисс Италия 1974. После этого работала фотомоделью в Милане.
В кино Карати впервые снялась в 1975 году. Не имея актёрского образования, но обладая эффектной внешностью, она снималась преимущественно в сексплуатационных комедиях. Одной из наиболее заметных её работ является фильм «Когда тебе двадцать», который приобрёл в Италии статус культового. В этом фильме Карати с Глорией Гвидой играют двух молодых девушек, беззаботно живущих в коммуне хиппи, путешествующих автостопом и предающимся свободной любви с незнакомцами, пока жизнь не сталкивает их с жестокой бандой.
В начале 1980-х годов Карати сотрудничала с режиссёром Джо д’Амато и снялась в четырёх его фильмах. В 1987 и 1988 годах она снялась в пяти порнографических фильмах. Её партнёром в нескольких из них был Рокко Сиффреди, только начинавший свою карьеру. Карати снималась для эротических журналов, таких как Playboy, Playmen, Penthouse, Blitz. Позднее Карати рассказала, что к съёмкам в порнофильмах перешла из-за потребности в деньгах на наркотики. Она признавалась в употреблении кокаина и героина.
В мае 1988 года Карати была арестована по обвинению в хранении наркотиков, у неё обнаружили четыре грамма героина. Вскоре она попыталась совершить самоубийство в тюремной камере, вскрыв вены. Позднее вновь пыталась покончить с собой, выбросившись из окна.
В 1993 году она была осуждена по этому делу[какому?] и приговорена к тюремному сроку в пять месяцев и десять дней. В 1990-х годах Карати поборола свою наркозависимость, сама работала на административной должности в коммуне Саман для борющихся с зависимостью. О её успешном лечении был снят документальный фильм, показанный в 2008 году. В то же время Карати регулярно приглашалась в различные телепередачи, в 2011 году собиралась вернуться в кино после более чем двадцатилетнего перерыва. Однако у неё вскоре был диагностирован рак мозга. В последние годы жизни Карати безуспешно боролась с болезнью. Умерла 20 октября 2014 года.